# Vărmaga
Vărmaga – wieś w Rumunii, w okręgu Hunedoara, w gminie Certeju de Sus. W 2011 roku liczyła 351 mieszkańców.